# Obed (Bibel)
Obed (עֹובֵד ‘Ôved) ist der Name von mehreren im Tanach bzw. im  Alten Testament namentlich erwähnten Männern. Der Name bedeutet „Diener“, „Verehrer“.

## Obed, Sohn von Boas und Rut

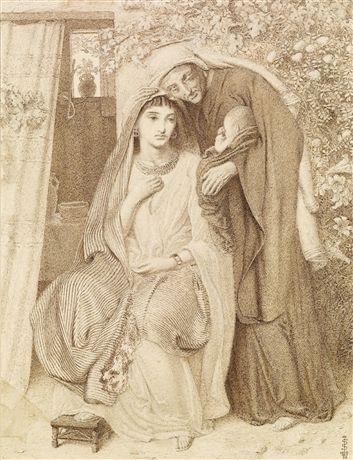
Rut, Noomi und Obed (Simeon Solomon, 1860, Birmingham Museums and Art Gallery)

Obed war der Sohn der Moabiterin Rut und des in Betlehem bekannten Großgrundbesitzers Boas. Obed selbst wurde jedoch von seiner Großmutter Noomi erzogen, der Mutter von Ruts erstem in Moab verstorbenem Ehemann Machlon, vgl. Rut 4,17-22 . Als Nachkomme von Rut und Boas wird ihm die Funktion zugeschrieben, Mahlons Namen in Israel auch zukünftig zu bewahren. Da der Name Obed übersetzt „Diener“ bedeutet, lässt sich zwischen seiner Funktion und der Bedeutung seines Namens eine Verbindung herstellen.
Obed war demnach der Vater von Isai und Großvater des Königs David. Die Angaben stimme mit 1 Chr 2,12  überein.
Dieser Obed wird im Stammbaum Jesu genannt: Mt 1,5 .

## Obed, Sohn des Schemaja
Ein weiterer Obed wird in 1 Chr 26,7  erwähnt, als Sohn eines Leviten namens Schemaja. Jener Schemaja hatte demnach sechs Söhne: Otni, Refaïl, Obed, Elsabad, Elihu und Semachja.
Schemajas Vater hieß Obed-Edom. Es könnte möglich sein, dass es eine Verbindung der Israeliten mit den Edomitern gab, obgleich sie Feinde waren.
Jedenfalls werden die Mitglieder der Familie Obed-Edom als zur Familie der Torhüter Jerusalems bestimmt.

## Weitere Namensträger
- Obed, einer der dreißig „Helden Davids“: 1 Chr 11,27 LUT
- Obed, Sohn des Eflal, ein Jerachmeeliter aus dem Stamm Juda: 1 Chr 2,37-38 LUT
- Obed, Vater des Asarja, welcher zu den Hauptleuten gehörte, die sich an dem Putsch des Jojada gegen die Königin Atalja beteiligten: 1 Chr 23,1 LUT